# Содом (Высокораменское сельское поселение)
Содо́м — деревня в Шабалинском районе Кировской области России. Входит в состав Высокораменского сельского поселения.

## Этимология
Слово Содом в названии ряда населённых пунктов Заволжья закрепилось из-за религиозных противоречий официальной церкви с первыми жителями (зачастую староверами, которых обвиняли в «язычестве»).

## География
Деревня расположена на участке открытой местности среди леса в верховьях реки Беседка (приток Рубки), в 13 км к югу от посёлка Ленинское, административного центра района, в 72 км к западу от Котельнича и в 155 км к юго-западу от Кирова.

## Население
| 2010 |
| ---- |
| 166  |

## Транспорт
Через деревню проходит подъездная дорога к селу Высокораменское от автодороги Р243 (Кострома — Киров).